# Melyridae
Los melíridos (Melyridae) son una familia de coleópteros polífagos perteneciente a la superfamilia Cleroidea.

## Características
La mayoría son escarabajos alargados ovalados, de cuerpo blando de 10 mm de largo o menos. Muchos tienen colores brillantes marrón o rojo y negro. Algunos melíridos (Malachiinae) tienen estructuras peculiares en forma de saco de color naranja a lo largo de los lados del pronoto y del abdomen, que pueden evaginarse. Algunos melíridos tienen los dos antenómeros basales muy agrandados. 

## Historia natural
La mayoría de los adultos y las larvas son depredadores, y muchos son comunes en las flores. Las especies más comunes de América del Norte pertenecen al género Collops (Malachiinae); C. quadrimaculatus es rojizo, con dos manchas negras azuladas en cada élitro.
En Europa abundan las especies de los géneros Malachius, Dasytes y Psilothrix.

## Distribución
La familia Melyridae contiene 520 especies en 58 géneros en Norteamérica, y en Europa se encuentran 16 géneros.

## Subfamilias
La familia Melyridae incluye cuatro subfamilias:
- Subfamilia Rhadalinae LeConte, 1861
- Subfamilia Melyrinae Leach, 1815
- Subfamilia Dasytinae Laporte, 1840
- Subfamilia Malachiinae Fleming, 1821

## Lista de géneros seleccionados
- Allotarsus
- Aplocnemus
- Chaetomalachius
- Danacea
- Dasytes
- Dasytidius
- Dasytiscus
- Divales
- Dolichophron
- Enicopus
- Graellsinus
- Haplithrix
- Malachius
- Microjulistus
- Psilothrix
- Trichoceble
- Trochantodon